# (25381) Jerrynelson
(25381) Jerrynelson est un astéroïde de la ceinture principale d'astéroïdes.

## Description
(25381) Jerrynelson est un astéroïde de la ceinture principale d'astéroïdes. Il fut découvert le 15 octobre 1999 à Socorro (Nouveau-Mexique) par le projet LINEAR. Il présente une orbite caractérisée par un demi-grand axe de 2,40 UA, une excentricité de 0,18 et une inclinaison de 4,4° par rapport à l'écliptique.

## Compléments